# Jelena Međedović
Jelena Međedović ist eine serbische Fußballschiedsrichterin.
Seit 2020 steht Međedović auf der Liste der FIFA-Schiedsrichter und leitet internationale Fußballpartien. Sie gehört zur Gruppe der UEFA-First-Category-Schiedsrichterinnen.
Međedović leitete unter anderem Spiele in der Women’s Nations League, in der Qualifikation zur Women’s Champions League, in der europäischen WM-Qualifikation für die Weltmeisterschaft 2023 in Australien und Neuseeland sowie Freundschaftsspiele.